# タイ・ラット
「タイ・ラット」（タイ語: ไทยรัฐ）は、タイ王国のタイ語日刊新聞。国内最大の部数を発行する全国大衆紙。1962年12月25日 に創刊。ワッチャラポーン社が所有する。 現在公称100万部を発行し、1部10バーツ。

## 概要・歴史
ワッチャラポーン社のガムポン・ワッチャラポーンが1962年（仏暦2505年）12月25日に創刊。以来50年以上に渡り休みなく発行しており、タイ語による日刊新聞としては最大の部数を誇る。
ワッチャラポーン社では本紙創刊の前に2つの新聞を手掛けていた。1950年（仏暦2493年）に創刊した『カーオ・パープ・ラーイ・ワン』は、英文名を『The Weekly Pictorial』といい、その名の通り当初は週刊紙だった。

カーオパープ紙は1958年（仏暦2501年）、陸軍元帥サリット・タナラットらによるクーデターの影響を受け、発行禁止にされる。
しかし、ガムポンは首相に就いたサリットの独裁的な政治方針に屈することなく再刊を画策。半年後、『シアン・アーン・トーン』の紙名で再度創刊した。
それから3年後、ガムポンはシアン・アーン・トーン紙を本格的な日刊紙へと生まれ変わらせることを決断。1962年12月25日付で、現在まで続く『タイ・ラット』に紙名を改めた。

## 紙面構成
紙面は2部構成。第1部は一般的なニュースであり、事件・事故といった社会面で扱うニュースにセンセーショナルな大見出しを付けることで知られる。第2部はスポーツと娯楽の欄が占める。
印刷はすべてバンコク・チャトチャックにある本社工場で行われ、全国に会社所有のトラックで配送される。このため基本的には朝刊紙だが、印刷の締め切り時間に合わせて1日あたり6ないし8版程度が編集されており、午後以降に印刷される新聞は翌日付で発行されることになる。